# Museu de Ótica da Madeira
O Museu de Óptica da Madeira é um museu português localizado na cidade do Funchal, na Madeira, que expõe permanentemente objetos associados à óptica. Foi inaugurado no dia 7 de setembro de 2017.
Este museu conta no seu espólio com peças de vários ramos da óptica, oriundas de todo o mundo, colecionadas desde a década de 1960 até à atualidade.

## História
Na década de 1960, a paixão pela engenharia e pela história levou a que uma pessoa, Rui Aguilar, iniciasse a aquisição de dispositivos de óptica. Inicialmente sem o propósito de se tornar parte de um museu, a coleção continuou a aumentar progressivamente até à atualidade. Em 2014, a ideia da criação do museu de óptica surgiu em conversa com o seu filho, Sérgio Aguilar, que tem vindo desde essa parte até hoje a acompanhar o pai no desenvolvimento e organização do museu. Atualmente, Rui e Sérgio Aguilar trabalham em conjunto na escolha, aquisição, catalogação e preparação das peças e na organização do espaço físico do museu.

## Coleção
Cerca de 2000 peças encontram-se no espaço físico do museu em exposição permanente. As categorias com maior relevância são:
- Telescópios
- Binóculos
- Câmaras de filmar
- Projetores de filme
- Câmaras fotográficas
- Dispositivos médicos
- Microscópios
- Equipamento militar
- Equipamento topográfico

## Edifício
O edifício onde se encontra o Museu de Óptica da Madeira, datado de finais do século XIX, é um edifício de traça antiga madeirense classificado com Grau I, indicação oficial como tendo especial interesse arquitetónico, histórico ou cultural e, como tal, ainda preserva quase na sua totalidade a construção original.
Em 2018 foi alvo de pequenas obras de restauro interiores e exteriores com a supervisão da Câmara Municipal do Funchal que visaram a requalificação do espaço e a preparação para o espaço de museu. O museu tem atualmente uma área total de 180 metros quadrados.